# Hortense de Beauharnais

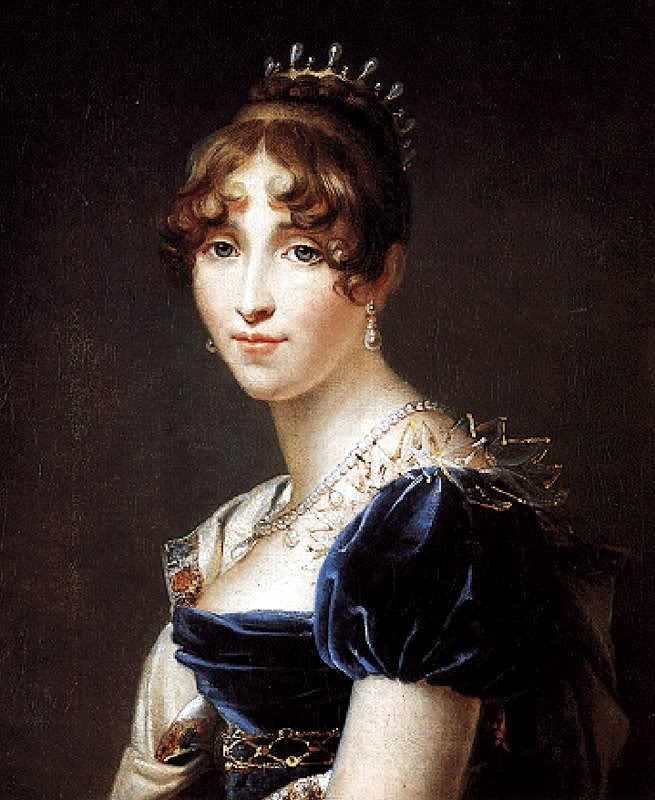
Hortense de Beauharnais, Porträt von François Gérard

Hortense Eugénie Cécile de Beauharnais (* 10. April 1783 in Paris; † 5. Oktober 1837 im Schloss Arenenberg im Kanton Thurgau) war Königin von Holland, Mutter des Kaisers Napoleon III., Komponistin, Schriftstellerin und Salonnière. Nach der Restauration des bourbonischen Königtums erhielt sie den Titel einer Herzogin von Saint Leu.

## Abstammung
Hortense de Beauharnais war die Tochter von Alexandre, Vicomte de Beauharnais und Joséphine Tascher de la Pagerie. Ihr Vater, der zeitweise Präsident der französischen Nationalversammlung war, wurde 1794 während der Terrorherrschaft hingerichtet. Zwei Jahre später heiratete ihre Mutter den späteren Kaiser Napoleon Bonaparte.

## Heirat und Nachkommen

Allianzwappen von Louis Bonaparte und Hortense de Beauharnais

1802 ließ sie sich mit dem jüngeren Bruder Napoleons Louis Bonaparte verheiraten, der 1806 zum König von Holland erhoben wurde. Die Eheschließung erfolgte vor allem auf Drängen ihrer Mutter Joséphine, denn diese hatte keine Kinder mit Napoleon und hoffte, dass ein Sohn ihrer Tochter sein Erbe werden könnte. Hortense gebar drei Söhne.
- Napoléon Charles Bonaparte (* 10. Oktober 1802; † 4. Mai 1807). Er starb im Alter von viereinhalb Jahren, sein Leichnam wurde feierlich in der Kathedrale Notre-Dame de Paris, aufgebahrt. Er ist in Saint-Leu-la-Forêt begraben.
- Napoléon Louis Bonaparte (* 11. Oktober 1804; † 17. März 1831), war Großherzog von Kleve und Berg, kurzzeitig als Louis II.  bzw. Lodewijk II. König von Holland.
- Charles Louis Napoléon Bonaparte (* 20. April 1808 in Paris; † 9. Januar 1873), war von 1852 bis 1870 als Napoléon III. Kaiser der Franzosen.

Der chronisch eifersüchtige Louis erkannte seine Vaterschaft bei ihrem ersten Sohn allerdings nicht an, sondern hielt Napoleon für den Vater. Auch beim dritten Sohn, dem späteren Kaiser Napoleon III., hatte er Zweifel. Die Ehe Hortenses war nicht glücklich, sie und ihr Mann trennten sich 1810.

## Späteres Leben

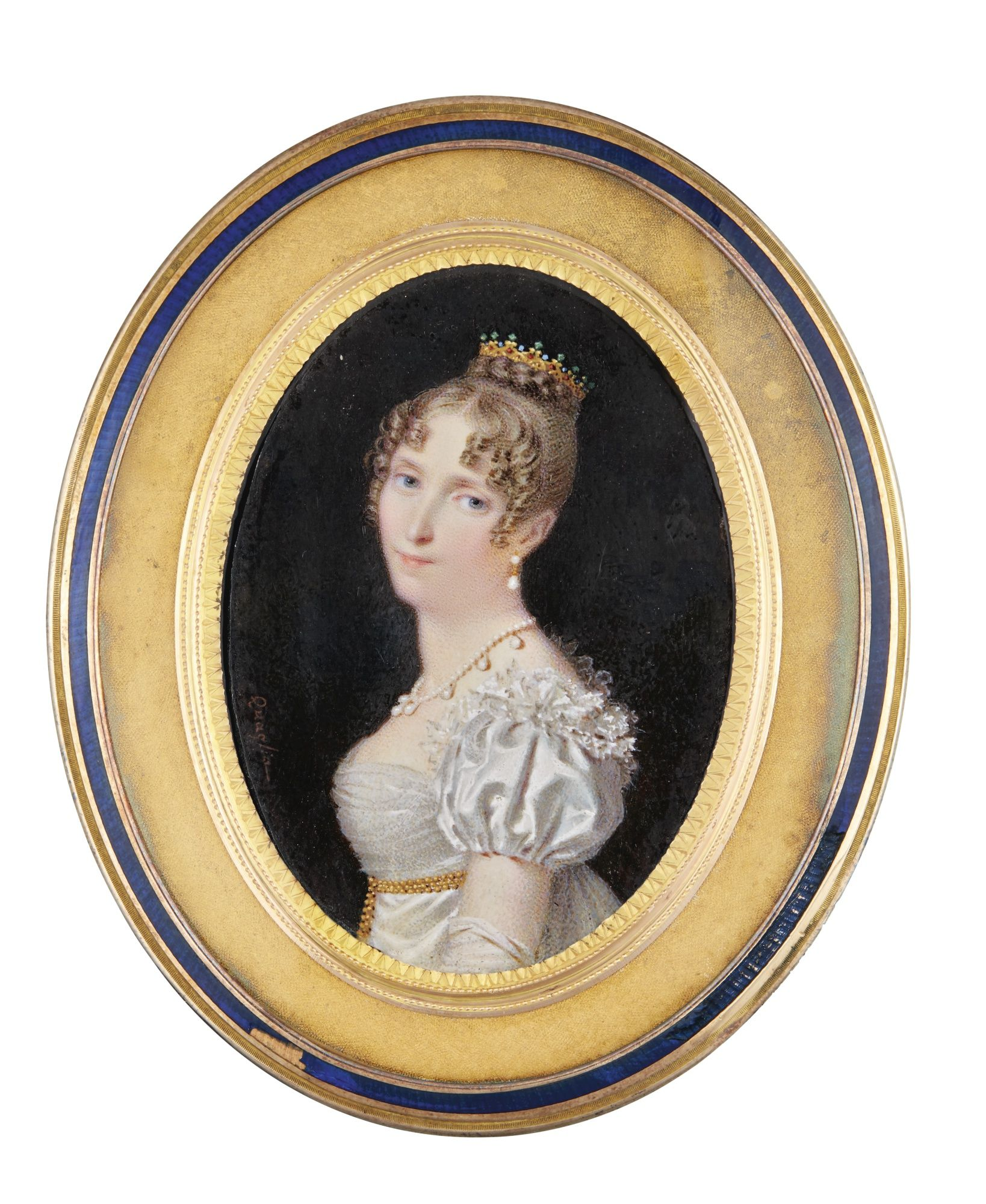
Hortense de Beauharnais, Miniatur von Ferdinando Quaglia

Hortense hatte mit ihrem Liebhaber General Charles Joseph, Graf von Flahaut (1785–1870) noch einen vierten Sohn, Charles Auguste Louis Joseph (1811–1865). Dieser wurde 1862 von seinem Halbbruder Napoleon III. zum Herzog von Morny erhoben, nachdem er ihm zehn Jahre zuvor, 1851/1852, bei seinem Staatsstreich und seiner Ausrufung zum Kaiser geholfen und ihm anfangs als Innenminister gedient hatte.
Trotz der Auflösung der Ehe ihrer Mutter mit Napoleon (1809) und trotz ihrer eigenen Trennung von dessen Bruder unterstützte sie Napoleon bei seiner kurzzeitigen Rückkehr an die Macht 1815. Dies führte zu ihrer Verbannung nach seiner endgültigen Niederlage.
Nach Reisen durch Deutschland und Italien kaufte Hortense 1816 erst das Anwesen Seeheim bei Konstanz und 1817 das Schloss Arenenberg in Salenstein am Untersee im Schweizer Kanton Thurgau. Dort lebte sie bis zu ihrem qualvollen Tod 1837 durch Gebärmutterkrebs. Im Schloss gibt es ein Napoleon-Museum, das Hortenses Sohn Louis Napoléon, dem späteren Kaiser Napoléon III., und dessen Familie gewidmet ist. 1858 wurden die sterblichen Überreste von Hortense im Auftrag ihres Sohnes Kaiser Napoléon III. in die Kirche Saint-Pierre-Saint-Paul in Rueil-Malmaison bei Paris überführt. Dort wurde ihr gegenüber dem Grabmonument ihrer Mutter ein monumentales marmornes Grabdenkmal errichtet.
Dass Hortense de Beauharnais die Namensgeberin der Pflanzengattung Hortensien gewesen sei, ist eine Legende. Zwar kamen die Hortensien aus der Heimat ihrer Mutter, die diese Blumen leidenschaftlich liebte. Den Namen vergab nach Angaben von Antoine-Laurent de Jussieu der Botaniker Philibert Commerçon aber bereits 1771, also viele Jahre vor ihrer Geburt.

## Werk

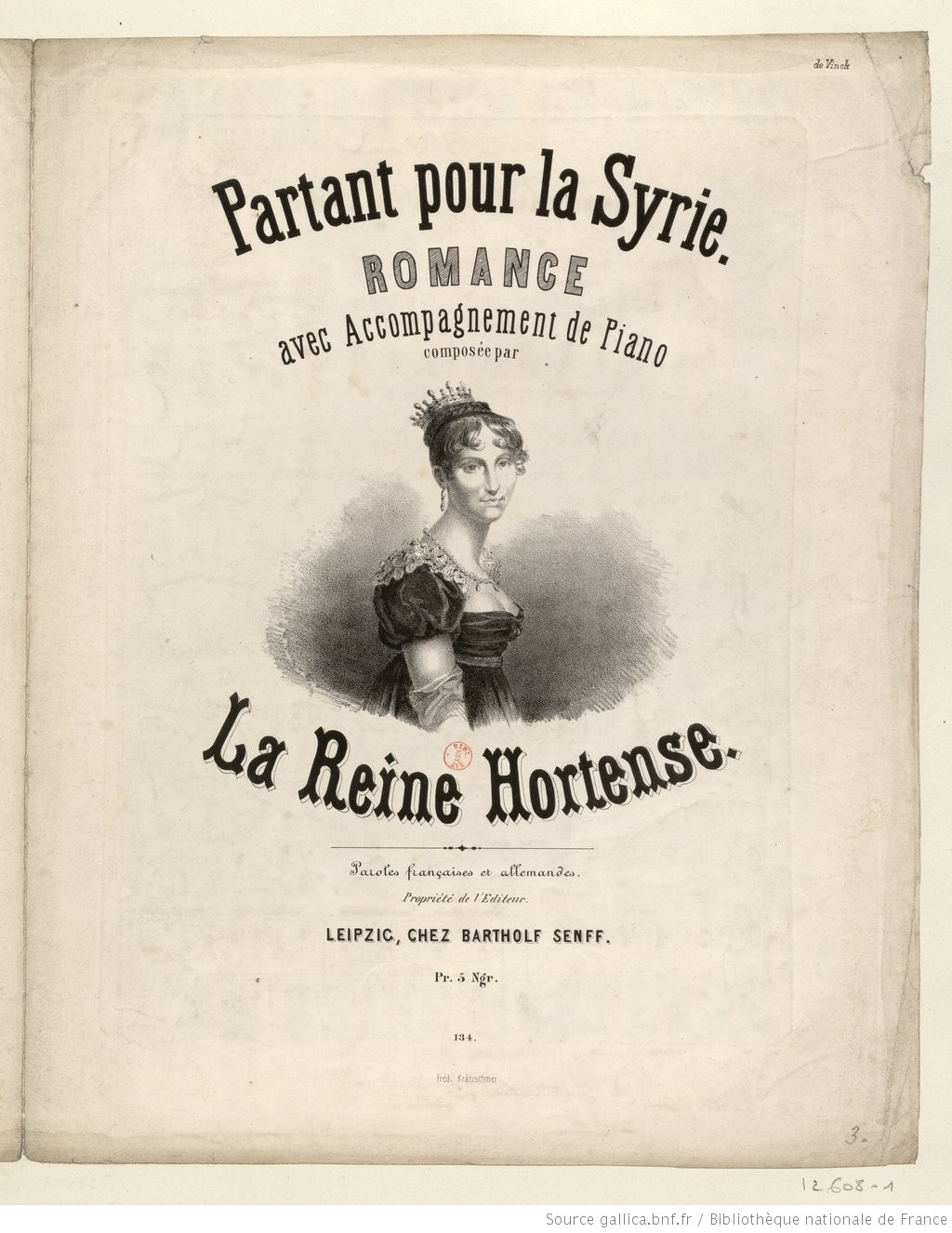
Partant pour la Syrie, romance

Hortense de Beauharnais war hochmusikalisch und beherrschte Klavier, Harfe und Leier. Sie ist Komponistin des Lieds Partant pour la Syrie (Text: Alexandre de Laborde, 1773–1842), das im Zweiten Kaiserreich unter der Herrschaft ihres Sohnes Napoléon III. die Funktion einer französischen Nationalhymne erfüllte. Obwohl sie lange als Urheberin bekannt war, schrieb der Musikwissenschaftler Arthur Pougin (1834–1921) diese Hymne Louis-François-Philippe Drouet (1792–1855) zu, der Flötenspieler u. a. an Louis Napoléon Bonapartes Hof war. Neuere Forschungen haben ergeben, dass Arthur Pougins Neuzuschreibung von einer gegen das Zweite Kaiserreich gerichteten Stimmung getrieben worden war und das Werk wieder Hortense de Beauharnais als Urheberin übereignet werden konnte.
Sie verfasste zudem das Album Artistique, das posthum im Jahr 1839 oder kurze Zeit danach bei Heugel & Cie. in Paris erschien. In dieser Ausgabe finden sich neben kolorierten Stichen, einer Beschreibung ihres Lebens in Augsburg und einem Porträt Hortenses zwölf Romanzen für Klavier und Singstimme. Auf dem Cover finden sich vier goldene Bienen – ein Hinweis, dass diese Werke in ihrem Exil auf Schloss Arenenberg entstanden sein könnten, da dort ein Bienenhaus bestand. Eine der Original-Ausgaben befindet sich in Frankfurt am Main im Archiv Frau und Musik. Bienen als Wappentier galten zudem als ältestes Emblem der Herrscher Frankreichs.
Aus ihrer Feder stammt auch das Album 12 Romances (verlegt um 1818 und gewidmet ihrem Bruder Eugène de Beauharnais, 1781–1824), die 12 Romances (verlegt nach 1827 und gewidmet Stéphanie de Beauharnais, 1789–1860, Nichte von Hortenses Mutter Joséphine), und weitere 12 Romances (verlegt erstmals um 1817), darunter auch das Lied La Sentinelle, das ihren Memoiren zufolge im Napoleonischen Krieg auf der Iberischen Halbinsel (Spanien) zu einem Hit avancierte.
Ihr eigenes Musikschaffen beschrieb sie darin auch so:
„Ma seule occupation, dans la retraite où je vivais, était de composer de tristes romances. Je les faisais facilement. Le mouvement d'un salon même ne m’était pas désagréable. Partant pour la Syrie fut faite à la Mal-maison lorsque ma mère jouait au tric-trac. Elle eut du succès et fut chantée pendant la guerre de 1809, comme la Sentinelle l’avait été pendant la guerre d'Espagne. Depuis, à chaque campagne, on venait me prier d’en donner une, ce que je faisais toujours avec peine, car je n’aimais pas à passer pour un auteur, réputation trop brillante pour mon faible talent. A Constance, je n'avais que peu de livres et aucun recueil de poésies où je pusse trouver des paroles. J'avais fait autrefois quelques couplets pour mon frère; j’essayai d'en composer, mais l’obligation de trouver une rime, de me renfermer dans une mesure me fatigua bientôt et, après quelques mauvais vers, j'en restai à la musique.“ (deutsch: „Meine einzige Beschäftigung in der Zurückgezogenheit, in der ich lebte, bestand darin, traurige Romanzen zu komponieren. Sie fielen mir leicht. Selbst das Kommen und Gehen im Wohnzimmer war mir nicht unangenehm. Partant pour la Syrie entstand in Malmaison, als meine Mutter Tric-Trac spielte. Sie [die Hymne] war ein Erfolg und wurde im Krieg von 1809 gesungen, so, wie Sentinelle im Spanischen Krieg gesungen worden war. Seitdem kam man bei jedem Feldzug auf mich zu und bat mich, eine [weitere Hymne] zu schreiben, was ich immer nur ungern tat, da ich es nicht mochte, als Autor zu gelten, ein Ruf, der für mein schwaches Talent zu glänzend war. In Konstanz hatte ich nur wenige Bücher und keine Gedichtsammlung, in der ich hätte Texte finden können. Doch der Zwang, einen Reim zu finden und mich in ein bestimmtes Metrum zu zwängen, ermüdete mich bald, und nach ein paar schlechten Versen blieb ich bei der Musik.“)
In ihrem künstlerisch-musisch-literarischen Salon trat auch Franz Liszt (1811–1886) auf und spielte auf ihrem Klavier. Zu diesem Kreis gehörten auch François-René de Chateaubriand (1768–1848), Alexander von Humboldt (1769–1859) und Juliette Récamier (1777–1849). Lord Byron (1788–1824) – der sie „vollendete Hortense“ nannte – und Alexandre Dumas (1802–1870) konnten in dieser Atmosphäre schriftstellerisch arbeiten.
Franz Schubert (1797–1828) widmete Ludwig van Beethoven (1770–1827) seine Variationen für vier Hände über die Melodie von Le bon chevalier (Leipzig 1817), die ebenfalls von Hortense de Beauharnais stammen kann. Der Komponist Hector Berlioz (1803–1869) schrieb in seinen Memoiren in der höchsten Anerkennung von ihr.
Nachweislich war sie auch Widmungsträgerin anerkannter Komponisten wie Rodolphe Kreutzer (1766–1831, Opéra lyrique Aristippe, uraufgeführt 1808 in Paris), Johann Friedrich Reichardt (1752–1814, 12 Élégies et Romances, Erscheinungsjahr unbekannt) und Robert Nicolas-Charles Bochsa (1789–1856, Fantaisie martial mit Variationen, verlegt ca. 1815).
Ihre Memoiren wurden nach ihrem Tod in mehreren Bänden von ihrem Sohn Louis-Napoléon herausgegeben: „Retracing the story of the Empire through its most intimate details, this is also the poignant eye-witness account of a true romantic, of an adoring mother who would not see the extraordinary accession of her son: Napoleon III.“ (deutsch: „Ihre Memoiren zeichnen in intimen Details die Geschichte des französischen Kaiserreichs nach und stellen einen ergreifenden Augenzeugenbericht einer Romantikerin und einer anbetenden Mutter dar, die die außergewöhnliche Thronbesteigung ihres Sohnes nicht mehr erleben sollte.“)

## Stammbaum
|                                                   |                                                   |                                                   |                                                   |                                                   |                                                   |                                  |                                  | François de Beauharnais (Gouverneur von Martinique) | François de Beauharnais (Gouverneur von Martinique) | François de Beauharnais (Gouverneur von Martinique) | François de Beauharnais (Gouverneur von Martinique) | François de Beauharnais (Gouverneur von Martinique) | François de Beauharnais (Gouverneur von Martinique) |                                         |                                         | Marie Anne Henriette Francoise Pyvart de Chastullé                   | Marie Anne Henriette Francoise Pyvart de Chastullé                   | Marie Anne Henriette Francoise Pyvart de Chastullé                   | Marie Anne Henriette Francoise Pyvart de Chastullé                   | Marie Anne Henriette Francoise Pyvart de Chastullé                   | Marie Anne Henriette Francoise Pyvart de Chastullé                   |                                          |                                          | Joseph-Gaspard de Tascher de La Pagerie (Marineoffizier) | Joseph-Gaspard de Tascher de La Pagerie (Marineoffizier) | Joseph-Gaspard de Tascher de La Pagerie (Marineoffizier) | Joseph-Gaspard de Tascher de La Pagerie (Marineoffizier) | Joseph-Gaspard de Tascher de La Pagerie (Marineoffizier) | Joseph-Gaspard de Tascher de La Pagerie (Marineoffizier) |                          |                          | Rose Claire des Vergers de Sannois                     | Rose Claire des Vergers de Sannois                     | Rose Claire des Vergers de Sannois                     | Rose Claire des Vergers de Sannois                     | Rose Claire des Vergers de Sannois                     | Rose Claire des Vergers de Sannois                     |                                 |                                 | Carlo Buonaparte                     | Carlo Buonaparte                     | Carlo Buonaparte                     | Carlo Buonaparte                     | Carlo Buonaparte                     | Carlo Buonaparte                     |  |  | Letizia Ramolino           | Letizia Ramolino           | Letizia Ramolino           | Letizia Ramolino           | Letizia Ramolino           | Letizia Ramolino           |
|                                                   |                                                   |                                                   |                                                   |                                                   |                                                   |                                  |                                  | François de Beauharnais (Gouverneur von Martinique) | François de Beauharnais (Gouverneur von Martinique) | François de Beauharnais (Gouverneur von Martinique) | François de Beauharnais (Gouverneur von Martinique) | François de Beauharnais (Gouverneur von Martinique) | François de Beauharnais (Gouverneur von Martinique) |                                         |                                         | Marie Anne Henriette Francoise Pyvart de Chastullé                   | Marie Anne Henriette Francoise Pyvart de Chastullé                   | Marie Anne Henriette Francoise Pyvart de Chastullé                   | Marie Anne Henriette Francoise Pyvart de Chastullé                   | Marie Anne Henriette Francoise Pyvart de Chastullé                   | Marie Anne Henriette Francoise Pyvart de Chastullé                   |                                          |                                          | Joseph-Gaspard de Tascher de La Pagerie (Marineoffizier) | Joseph-Gaspard de Tascher de La Pagerie (Marineoffizier) | Joseph-Gaspard de Tascher de La Pagerie (Marineoffizier) | Joseph-Gaspard de Tascher de La Pagerie (Marineoffizier) | Joseph-Gaspard de Tascher de La Pagerie (Marineoffizier) | Joseph-Gaspard de Tascher de La Pagerie (Marineoffizier) |                          |                          | Rose Claire des Vergers de Sannois                     | Rose Claire des Vergers de Sannois                     | Rose Claire des Vergers de Sannois                     | Rose Claire des Vergers de Sannois                     | Rose Claire des Vergers de Sannois                     | Rose Claire des Vergers de Sannois                     |                                 |                                 | Carlo Buonaparte                     | Carlo Buonaparte                     | Carlo Buonaparte                     | Carlo Buonaparte                     | Carlo Buonaparte                     | Carlo Buonaparte                     |  |  | Letizia Ramolino           | Letizia Ramolino           | Letizia Ramolino           | Letizia Ramolino           | Letizia Ramolino           | Letizia Ramolino           |
|                                                   |                                                   |                                                   |                                                   |                                                   |                                                   |                                  |                                  |                                                     |                                                     |                                                     |                                                     |                                                     |                                                     |                                         |                                         |                                                                      |                                                                      |                                                                      |                                                                      |                                                                      |                                                                      |                                          |                                          |                                                          |                                                          |                                                          |                                                          |                                                          |                                                          |                          |                          |                                                        |                                                        |                                                        |                                                        |                                                        |                                                        |                                 |                                 |                                      |                                      |                                      |                                      |                                      |                                      |  |  |                            |                            |                            |                            |                            |                            |
|                                                   |                                                   |                                                   |                                                   |                                                   |                                                   |                                  |                                  |                                                     |                                                     |                                                     |                                                     |                                                     |                                                     |                                         |                                         |                                                                      |                                                                      |                                                                      |                                                                      |                                                                      |                                                                      |                                          |                                          |                                                          |                                                          |                                                          |                                                          |                                                          |                                                          |                          |                          |                                                        |                                                        |                                                        |                                                        |                                                        |                                                        |                                 |                                 |                                      |                                      |                                      |                                      |                                      |                                      |  |  |                            |                            |                            |                            |                            |                            |
|                                                   |                                                   |                                                   |                                                   | Maximilian I. (König von Bayern)                  | Maximilian I. (König von Bayern)                  | Maximilian I. (König von Bayern) | Maximilian I. (König von Bayern) | Maximilian I. (König von Bayern)                    | Maximilian I. (König von Bayern)                    |                                                     |                                                     | Auguste Wilhelmine (Königin von Bayern)             | Auguste Wilhelmine (Königin von Bayern)             | Auguste Wilhelmine (Königin von Bayern) | Auguste Wilhelmine (Königin von Bayern) | Auguste Wilhelmine (Königin von Bayern)                              | Auguste Wilhelmine (Königin von Bayern)                              |                                                                      |                                                                      | Alexandre de Beauharnais (Armeeoffizier)                             | Alexandre de Beauharnais (Armeeoffizier)                             | Alexandre de Beauharnais (Armeeoffizier) | Alexandre de Beauharnais (Armeeoffizier) | Alexandre de Beauharnais (Armeeoffizier)                 | Alexandre de Beauharnais (Armeeoffizier)                 |                                                          |                                                          | Joséphine de Beauharnais                                 | Joséphine de Beauharnais                                 | Joséphine de Beauharnais | Joséphine de Beauharnais | Joséphine de Beauharnais                               | Joséphine de Beauharnais                               |                                                        |                                                        | Napoleon (Kaiser der Franzosen)                        | Napoleon (Kaiser der Franzosen)                        | Napoleon (Kaiser der Franzosen) | Napoleon (Kaiser der Franzosen) | Napoleon (Kaiser der Franzosen)      | Napoleon (Kaiser der Franzosen)      |                                      |                                      |                                      |                                      |  |  |                            |                            |                            |                            |                            |                            |
|                                                   |                                                   |                                                   |                                                   | Maximilian I. (König von Bayern)                  | Maximilian I. (König von Bayern)                  | Maximilian I. (König von Bayern) | Maximilian I. (König von Bayern) | Maximilian I. (König von Bayern)                    | Maximilian I. (König von Bayern)                    |                                                     |                                                     | Auguste Wilhelmine (Königin von Bayern)             | Auguste Wilhelmine (Königin von Bayern)             | Auguste Wilhelmine (Königin von Bayern) | Auguste Wilhelmine (Königin von Bayern) | Auguste Wilhelmine (Königin von Bayern)                              | Auguste Wilhelmine (Königin von Bayern)                              |                                                                      |                                                                      | Alexandre de Beauharnais (Armeeoffizier)                             | Alexandre de Beauharnais (Armeeoffizier)                             | Alexandre de Beauharnais (Armeeoffizier) | Alexandre de Beauharnais (Armeeoffizier) | Alexandre de Beauharnais (Armeeoffizier)                 | Alexandre de Beauharnais (Armeeoffizier)                 |                                                          |                                                          | Joséphine de Beauharnais                                 | Joséphine de Beauharnais                                 | Joséphine de Beauharnais | Joséphine de Beauharnais | Joséphine de Beauharnais                               | Joséphine de Beauharnais                               |                                                        |                                                        | Napoleon (Kaiser der Franzosen)                        | Napoleon (Kaiser der Franzosen)                        | Napoleon (Kaiser der Franzosen) | Napoleon (Kaiser der Franzosen) | Napoleon (Kaiser der Franzosen)      | Napoleon (Kaiser der Franzosen)      |                                      |                                      |                                      |                                      |  |  |                            |                            |                            |                            |                            |                            |
|                                                   |                                                   |                                                   |                                                   |                                                   |                                                   |                                  |                                  |                                                     |                                                     |                                                     |                                                     |                                                     |                                                     |                                         |                                         |                                                                      |                                                                      |                                                                      |                                                                      |                                                                      |                                                                      |                                          |                                          |                                                          |                                                          |                                                          |                                                          |                                                          |                                                          |                          |                          |                                                        |                                                        |                                                        |                                                        |                                                        |                                                        |                                 |                                 |                                      |                                      |                                      |                                      |                                      |                                      |  |  |                            |                            |                            |                            |                            |                            |
|                                                   |                                                   |                                                   |                                                   |                                                   |                                                   |                                  |                                  |                                                     |                                                     |                                                     |                                                     |                                                     |                                                     |                                         |                                         |                                                                      |                                                                      |                                                                      |                                                                      |                                                                      |                                                                      |                                          |                                          |                                                          |                                                          |                                                          |                                                          |                                                          |                                                          |                          |                          |                                                        |                                                        |                                                        |                                                        |                                                        |                                                        |                                 |                                 |                                      |                                      |                                      |                                      |                                      |                                      |  |  |                            |                            |                            |                            |                            |                            |
|                                                   |                                                   |                                                   |                                                   |                                                   |                                                   |                                  |                                  | Auguste von Bayern (Vizekönigin von Italien)        | Auguste von Bayern (Vizekönigin von Italien)        | Auguste von Bayern (Vizekönigin von Italien)        | Auguste von Bayern (Vizekönigin von Italien)        | Auguste von Bayern (Vizekönigin von Italien)        | Auguste von Bayern (Vizekönigin von Italien)        |                                         |                                         | Eugène de Beauharnais (Adoptivsohn Napoleons, Vizekönig von Italien) | Eugène de Beauharnais (Adoptivsohn Napoleons, Vizekönig von Italien) | Eugène de Beauharnais (Adoptivsohn Napoleons, Vizekönig von Italien) | Eugène de Beauharnais (Adoptivsohn Napoleons, Vizekönig von Italien) | Eugène de Beauharnais (Adoptivsohn Napoleons, Vizekönig von Italien) | Eugène de Beauharnais (Adoptivsohn Napoleons, Vizekönig von Italien) |                                          |                                          |                                                          |                                                          |                                                          |                                                          |                                                          |                                                          |                          |                          | Hortense de Beauharnais (Königin von Holland)          | Hortense de Beauharnais (Königin von Holland)          | Hortense de Beauharnais (Königin von Holland)          | Hortense de Beauharnais (Königin von Holland)          | Hortense de Beauharnais (Königin von Holland)          | Hortense de Beauharnais (Königin von Holland)          |                                 |                                 | Louis Bonaparte (König von Holland)  | Louis Bonaparte (König von Holland)  | Louis Bonaparte (König von Holland)  | Louis Bonaparte (König von Holland)  | Louis Bonaparte (König von Holland)  | Louis Bonaparte (König von Holland)  |  |  |                            |                            |                            |                            |                            |                            |
|                                                   |                                                   |                                                   |                                                   |                                                   |                                                   |                                  |                                  | Auguste von Bayern (Vizekönigin von Italien)        | Auguste von Bayern (Vizekönigin von Italien)        | Auguste von Bayern (Vizekönigin von Italien)        | Auguste von Bayern (Vizekönigin von Italien)        | Auguste von Bayern (Vizekönigin von Italien)        | Auguste von Bayern (Vizekönigin von Italien)        |                                         |                                         | Eugène de Beauharnais (Adoptivsohn Napoleons, Vizekönig von Italien) | Eugène de Beauharnais (Adoptivsohn Napoleons, Vizekönig von Italien) | Eugène de Beauharnais (Adoptivsohn Napoleons, Vizekönig von Italien) | Eugène de Beauharnais (Adoptivsohn Napoleons, Vizekönig von Italien) | Eugène de Beauharnais (Adoptivsohn Napoleons, Vizekönig von Italien) | Eugène de Beauharnais (Adoptivsohn Napoleons, Vizekönig von Italien) |                                          |                                          |                                                          |                                                          |                                                          |                                                          |                                                          |                                                          |                          |                          | Hortense de Beauharnais (Königin von Holland)          | Hortense de Beauharnais (Königin von Holland)          | Hortense de Beauharnais (Königin von Holland)          | Hortense de Beauharnais (Königin von Holland)          | Hortense de Beauharnais (Königin von Holland)          | Hortense de Beauharnais (Königin von Holland)          |                                 |                                 | Louis Bonaparte (König von Holland)  | Louis Bonaparte (König von Holland)  | Louis Bonaparte (König von Holland)  | Louis Bonaparte (König von Holland)  | Louis Bonaparte (König von Holland)  | Louis Bonaparte (König von Holland)  |  |  |                            |                            |                            |                            |                            |                            |
|                                                   |                                                   |                                                   |                                                   |                                                   |                                                   |                                  |                                  |                                                     |                                                     |                                                     |                                                     |                                                     |                                                     |                                         |                                         |                                                                      |                                                                      |                                                                      |                                                                      |                                                                      |                                                                      |                                          |                                          |                                                          |                                                          |                                                          |                                                          |                                                          |                                                          |                          |                          |                                                        |                                                        |                                                        |                                                        |                                                        |                                                        |                                 |                                 |                                      |                                      |                                      |                                      |                                      |                                      |  |  |                            |                            |                            |                            |                            |                            |
|                                                   |                                                   |                                                   |                                                   |                                                   |                                                   |                                  |                                  |                                                     |                                                     |                                                     |                                                     |                                                     |                                                     |                                         |                                         |                                                                      |                                                                      |                                                                      |                                                                      |                                                                      |                                                                      |                                          |                                          |                                                          |                                                          |                                                          |                                                          |                                                          |                                                          |                          |                          |                                                        |                                                        |                                                        |                                                        |                                                        |                                                        |                                 |                                 |                                      |                                      |                                      |                                      |                                      |                                      |  |  |                            |                            |                            |                            |                            |                            |
| Josephine von Leuchtenberg (Königin von Schweden) | Josephine von Leuchtenberg (Königin von Schweden) | Josephine von Leuchtenberg (Königin von Schweden) | Josephine von Leuchtenberg (Königin von Schweden) | Josephine von Leuchtenberg (Königin von Schweden) | Josephine von Leuchtenberg (Königin von Schweden) |                                  |                                  | Eugénie Fürstin von Hohenzollern-Hechingen          | Eugénie Fürstin von Hohenzollern-Hechingen          | Eugénie Fürstin von Hohenzollern-Hechingen          | Eugénie Fürstin von Hohenzollern-Hechingen          | Eugénie Fürstin von Hohenzollern-Hechingen          | Eugénie Fürstin von Hohenzollern-Hechingen          |                                         |                                         | Auguste de Beauharnais Prinzgemahl von Portugal                      | Auguste de Beauharnais Prinzgemahl von Portugal                      | Auguste de Beauharnais Prinzgemahl von Portugal                      | Auguste de Beauharnais Prinzgemahl von Portugal                      | Auguste de Beauharnais Prinzgemahl von Portugal                      | Auguste de Beauharnais Prinzgemahl von Portugal                      |                                          |                                          | Amélie von Leuchtenberg Kaiserin von Brasilien           | Amélie von Leuchtenberg Kaiserin von Brasilien           | Amélie von Leuchtenberg Kaiserin von Brasilien           | Amélie von Leuchtenberg Kaiserin von Brasilien           | Amélie von Leuchtenberg Kaiserin von Brasilien           | Amélie von Leuchtenberg Kaiserin von Brasilien           |                          |                          | Napoléon Louis Bonaparte Großherzog von Kleve und Berg | Napoléon Louis Bonaparte Großherzog von Kleve und Berg | Napoléon Louis Bonaparte Großherzog von Kleve und Berg | Napoléon Louis Bonaparte Großherzog von Kleve und Berg | Napoléon Louis Bonaparte Großherzog von Kleve und Berg | Napoléon Louis Bonaparte Großherzog von Kleve und Berg |                                 |                                 | Napoleon III. (Kaiser der Franzosen) | Napoleon III. (Kaiser der Franzosen) | Napoleon III. (Kaiser der Franzosen) | Napoleon III. (Kaiser der Franzosen) | Napoleon III. (Kaiser der Franzosen) | Napoleon III. (Kaiser der Franzosen) |  |  | Napoléon Charles Bonaparte | Napoléon Charles Bonaparte | Napoléon Charles Bonaparte | Napoléon Charles Bonaparte | Napoléon Charles Bonaparte | Napoléon Charles Bonaparte |